# Georg Abraham Schneider
Georg Abraham Schneider (né le 19 avril 1770 à Darmstadt, mort le 19 janvier 1839 à Berlin) est un corniste, compositeur et maître de chapelle prussien.

## Biographie
Schneider fait son éducation dans la guilde des musiciens de Darmstadt. Depuis 1787, il est cor dans l'orchestre de la cour de Hesse-Darmstadt. À partir de 1795 il est au service de la Prusse avec de brèves interruptions.
Stylistiquement, sa musique montre que Schneider suit la voie de Haydn et de Mozart. Son travail comme compositeur et interprète est cependant consacré au cor d'harmonie. Il est particulièrement intéressé par les possibilités qui sont apparues après l'invention du cor à pistons. Son Concerto pour 4 cors de 1818 est probablement l'une des premières œuvres pour cor.
En 1820, Schneider est nommé directeur musical royal, puis chef d'orchestre de la cour en 1825. En 1833, il est élu à l'Académie royale prussienne des arts à Berlin. Parmi ses élèves on retient Carl Ludwig Hellwig entre autres.
La fille de Georg Abraham Schneider, Maschinka Schneider (de), épouse le compositeur Franz Anton Schubert de Dresde.